# Ottorino Visconti di Modrone
Ottorino Visconti di Modrone, Conte di Lonate Pozzolo, noto anche con lo pseudonimo di Paolo Varna (Milano, 27 settembre 1909 – Cernobbio, 3 settembre 1978), è stato un nobile e attore italiano.

## Biografia
Sestogenito di Giovanni Visconti di Modrone (1873-1931) ed Edoarda Castelbarco Albani Visconti Simonetta (1881-1929), prese parte tra il 1937 e il 1938 a tre film diretti da Mario Mattoli e Oreste Biancoli con lo pseudonimo Paolo Varna.
È sepolto al Mausoleo Visconti di Modrone di Cassago Brianza.

## Filmografia
- Felicita Colombo, regia di Mario Mattoli (1937)
- Stasera alle undici, regia di Oreste Biancoli (1937)
- Nonna Felicita, regia di Mario Mattoli (1938)

## Ascendenza
|                                        |                                         |                                              | Genitori                                     |  |  | Nonni |  |  | Bisnonni                   |  |  | Trisnonni                   |  |
|                                        |                                         |                                              |                                              |  |  |       |  |  | Uberto Visconti di Modrone |  |  | Gaetano Visconti di Modrone |  |
|                                        |                                         |                                              |                                              |  |  |       |  |  | Uberto Visconti di Modrone |  |  | Gaetano Visconti di Modrone |  |
|                                        |                                         | Aurelia Gonzaga                              |                                              |  |  |       |  |  | Uberto Visconti di Modrone |  |  |                             |  |
| Guido Visconti di Modrone              |                                         |                                              |                                              |  |  |       |  |  | Uberto Visconti di Modrone |  |  |                             |  |
|                                        |                                         | Giovanna Gropallo                            | Angelo Vincenzo Gropallo                     |  |  |       |  |  |                            |  |  |                             |  |
|                                        |                                         | Giovanna Gropallo                            | Angelo Vincenzo Gropallo                     |  |  |       |  |  |                            |  |  |                             |  |
|                                        |                                         | Giovanna Gropallo                            | Laura Pertusati                              |  |  |       |  |  |                            |  |  |                             |  |
| Giovanni Visconti di Modrone           |                                         | Giovanna Gropallo                            |                                              |  |  |       |  |  |                            |  |  |                             |  |
|                                        |                                         | Francesco Renzi                              | …                                            |  |  |       |  |  |                            |  |  |                             |  |
|                                        |                                         | Francesco Renzi                              | …                                            |  |  |       |  |  |                            |  |  |                             |  |
|                                        |                                         | Francesco Renzi                              | …                                            |  |  |       |  |  |                            |  |  |                             |  |
| Ida Renzi                              |                                         | Francesco Renzi                              |                                              |  |  |       |  |  |                            |  |  |                             |  |
|                                        |                                         | Lucrezia Giovanna Gritti                     | Giorgio Gritti                               |  |  |       |  |  |                            |  |  |                             |  |
|                                        |                                         | Lucrezia Giovanna Gritti                     | Giorgio Gritti                               |  |  |       |  |  |                            |  |  |                             |  |
|                                        |                                         | Lucrezia Giovanna Gritti                     | Caterina Passagnoli                          |  |  |       |  |  |                            |  |  |                             |  |
| Ottorino Visconti di Modrone           |                                         | Lucrezia Giovanna Gritti                     |                                              |  |  |       |  |  |                            |  |  |                             |  |
|                                        | Giuseppe Castelbarco Visconti Simonetta | Cesare Pompeo Castelbarco Visconti Simonetta |                                              |  |  |       |  |  |                            |  |  |                             |  |
|                                        | Giuseppe Castelbarco Visconti Simonetta | Cesare Pompeo Castelbarco Visconti Simonetta |                                              |  |  |       |  |  |                            |  |  |                             |  |
|                                        | Giuseppe Castelbarco Visconti Simonetta | Maria Gerolamina Freganeschi Marquieti       |                                              |  |  |       |  |  |                            |  |  |                             |  |
| Tomaso Castelbarco Visconti Simonetta  | Giuseppe Castelbarco Visconti Simonetta |                                              |                                              |  |  |       |  |  |                            |  |  |                             |  |
|                                        |                                         | Edoarda Gallarati Scotti                     | Carlo Gallarati Scotti                       |  |  |       |  |  |                            |  |  |                             |  |
|                                        |                                         | Edoarda Gallarati Scotti                     | Carlo Gallarati Scotti                       |  |  |       |  |  |                            |  |  |                             |  |
|                                        |                                         | Edoarda Gallarati Scotti                     | Francesca Guerrieri Gonzaga                  |  |  |       |  |  |                            |  |  |                             |  |
| Edoarda Castelbarco Visconti Simonetta |                                         | Edoarda Gallarati Scotti                     |                                              |  |  |       |  |  |                            |  |  |                             |  |
|                                        |                                         | Giovanni Luigi Carlo Pindemonte Rezzonico    | Carlo Giovanni Battista Pindemonte Rezzonico |  |  |       |  |  |                            |  |  |                             |  |
|                                        |                                         | Giovanni Luigi Carlo Pindemonte Rezzonico    | Carlo Giovanni Battista Pindemonte Rezzonico |  |  |       |  |  |                            |  |  |                             |  |
|                                        |                                         | Giovanni Luigi Carlo Pindemonte Rezzonico    | Lucrezia Giovanelli                          |  |  |       |  |  |                            |  |  |                             |  |
| Maria Luisa Pindemonte Rezzonico       |                                         | Giovanni Luigi Carlo Pindemonte Rezzonico    |                                              |  |  |       |  |  |                            |  |  |                             |  |
|                                        |                                         | Maria Franza                                 | …                                            |  |  |       |  |  |                            |  |  |                             |  |
|                                        |                                         | Maria Franza                                 | …                                            |  |  |       |  |  |                            |  |  |                             |  |
|                                        |                                         | Maria Franza                                 | …                                            |  |  |       |  |  |                            |  |  |                             |  |
|                                        |                                         | Maria Franza                                 |                                              |  |  |       |  |  |                            |  |  |                             |  |